# Paula Buijtenhuijs
Paula Buijtenhuijs is een Nederlands langebaanschaatsster. 
In de jaren 1996-1999 nam Buijtenhuijs meermaals deel aan de Nederlandse kampioenschappen afstanden.
Op 26 december 1999 kwam Buijtenhuijs voor het laatst in actie.

## Records

### Persoonlijke records[2]
| Afstand    | Tijd    | Datum            | Baan       |
| ---------- | ------- | ---------------- | ---------- |
| 500 meter  | 42,46   | 6 maart 2000     | Heerenveen |
| 1000 meter | 1.25,66 | 6 maart 2000     | Heerenveen |
| 1500 meter | 2.12,34 | 14 februari 1998 | Den Haag   |
| 3000 meter | 4.49,11 | 15 februari 1998 | Den Haag   |
| 5000 meter | 8.49,26 | 1 februari 1998  | Groningen  |